# Xã Bowdle, Quận Edmunds, South Dakota
Xã Bowdle (tiếng Anh: Bowdle Township) là một xã thuộc quận Edmunds, tiểu bang Nam Dakota, Hoa Kỳ. Năm 2010, dân số của xã này là 90 người.